# كيت ووكر
كيت ووكر (بالإنجليزية: Kate Walker)‏ (7 مايو 1950، نوتنغهامشير في المملكة المتحدة)؛ روائية بريطانية.